# 앙드레 미슐랭
앙드레 쥘 미슐랭(프랑스어: André Jules Michelin, 1853년 1월 16일 ~ 1931년 4월 4일)은 프랑스의 기업인이다. 이공계 그랑제콜 중 하나인 에콜 상트랄 (파리)에서 공학을 전공한 뒤 1888년 그의 형제 에두아르 미슐랭과 함께 미쉐린 타이어 회사를 공동창립하였다.